# Gieboldehausen (Samtgemeinde)
Gieboldehausen é uma associação municipal do tipo Samtgemeinde da Alemanha, situado no distrito de Göttingen do estado de Baixa Saxônia (Niedersachsen).
Gieboldehausen com sede no município de Gieboldehausen reune numa só administração os seguintes municípios:
(População de 30 de junho de 2005)
1. Bilshausen (3.404)
2. Bodensee (815)
3. Gieboldehausen (4.116)
4. Krebeck (1.143)
5. Obernfeld (1.012)
6. Rhumspringe (2.060)
7. Rollshausen (982)
8. Rüdershausen (944)
9. Wollbrandshausen (655)
10. Wollershausen (486)